# Хоппер, Уильям
Уильям Хоппер (англ. William Hopper; 26 января 1915, Нью-Йорк — 6 марта 1970, Палм-Спрингс, штат Калифорния) — американский актёр.

## Ранние годы
Уильям Хоппер родился 26 января 1915 года в Нью-Йорке в семье художника Девулфа Хоппера и актрисы Хедды Хоппер.

## Карьера

### Актёрская карьера
Хоппер начал актёрскую карьеру ещё в подростковом возрасте, снявшись в большом количестве эпизодических ролей в американских фильмах в 1930-х—1940-х годов.

### Военная служба и послевоенная карьера
Во время Второй мировой войны Уильям Хоппер служил в качестве волонтёра в Управлении стратегических служб ВМФ США, а затем стал членом вновь созданной команды подводных сапёров. Он получил «Бронзовую звезду» и несколько других медалей во время операций на Тихом океане.
После войны Уильям Хоппер восемь лет занимался бизнесом, в частности, продавал автомобили в Голливуде. Когда представлялась возможность, он принимал участие и в телевизионных передачах. Про то время Хоппер вспоминал:

Я даже не думал о съёмках, как о чем-то стоящем, пока мой друг, режиссёр Билл Уэллман, не предложил мне роль в фильме «Великий и могучий».

### Телесериал «Перри Мейсон»
Широкую известность Хоппер получил, сыграв роль частного сыщика Пола Дрейка в телесериале «Перри Мейсон» (1957—1966). Сначала он пробовался на главную роль, но потом создатели сериала предложили её Рэймонду Бёрру (который до этого пробовался на роль окружного прокурора Хэмилтона Бюргера), поставив ему условие похудеть на 30 килограмм. Бёрр успешно справился с этой задачей в короткий срок и получил заглавную роль в сериале. Тем не менее, Хоппера взяли на роль частного сыщика Пола Дрейка, для которой, по мнению исполнительного продюсера сериала Гейл Патрик Джексон, «Хоппер подходил просто идеально».
Критики Брайан Келлехер и Дайана Меррилл писали:

«В роли Пола Дрейка Уильям Хоппер оказался самым универсальным исполнителем из всего актерского состава сериала. Он был не только внимательным следователем, крутым парнем, дамским угодником и хипстером, но и простаком, обжорой, „большим ребенком“ и много кем еще. Дрейк в исполнении Уильяма Хоппера привнес столь необходимую комическую ноту в шоу. И несмотря на то, что он довольно поздно попал в этот бизнес, он сыграл на удивление хорошо и правдоподобно. Благодаря ему удовлетворительные сцены становились хорошими, а хорошие — блестящими».

После того, как сериал был закрыт в 1966 году, Уильям Хоппер отказывался от других телевизионных предложений. В последний раз он снялся в фильме «Майра Брекинридж» (1970), премьера которого состоялась в Нью-Йорке через три месяца после его смерти.

## Избранная фильмография
| Год       |     | Русское название            | Оригинальное название     | Роль                                                 |
| --------- | --- | --------------------------- | ------------------------- | ---------------------------------------------------- |
| 1939      | ф   | Дилижанс                    | Stagecoach                | сержант                                              |
| 1939      | ф   | Старая дева                 | The Old Maid              | Джон                                                 |
| 1940      | ф   | Борющийся 69-й              | The Fighting 69th         | рядовой Тернер                                       |
| 1941      | ф   | Бегство от судьбы           | Flight from Destiny       | Трейвин                                              |
| 1941      | ф   | Шаги в темноте              | Footsteps in the Dark     | секретарь полиции                                    |
| 1941      | ф   | Невеста наложенным платежом | The Bride Came C.O.D.     | лётчик Кинана                                        |
| 1942      | кор | Исполнение служебного долга | Beyond the Line of Duty   | студент Техасского университета (в титрах не указан) |
| 1955      | ф   | Бунтарь без причины         | Rebel Without a Cause     | отец Джуди                                           |
| 1956      | с   | Дымок из ствола             | Gunsmoke                  | Таскер / Джон Генри Джордан                          |
| 1956      | ф   | Дурная кровь                | The Bad Seed              | Кеннет Пенмарк                                       |
| 1957      | ф   | Смертельный богомол         | The Deadly Mantis         | доктор Недрик Джексон                                |
| 1957      | ф   | 20 миллионов миль до Земли  | 20 Million Miles to Earth | полковник Роберт Колдер                              |
| 1957—1966 | с   | Перри Мейсон                | Perry Mason               | Пол Дрейк                                            |